# Rhamnus rugulosa
Rhamnus rugulosa là một loài thực vật có hoa trong họ Táo. Loài này được Hemsl. miêu tả khoa học đầu tiên năm 1886.